# Rajačićeva
La rue Rajačićeva (en serbe cyrillique : Рајачићева) est située à Belgrade, la capitale de la Serbie, dans la municipalité de Zemun.
Son nom est un hommage à Josif Rajačić (1785-1861) qui fut patriarche de l'Église orthodoxe serbe.

## Parcours
La rue Rajačićeva naît au croisement des rues Gundulićeva (dont elle constitue un prolongement) et Svetosavska ; elle s'oriente vers le nord-est et se termine au croisement des rues Glavna et Zmaj Jovina.

## Architecture
Au no 4 de la rue se trouve l'église de la Mère-de-Dieu, construite entre 1776 et 1780 dans un style baroque ; en raison de sa valeur architecturale, elle figure sur la liste des monuments culturels protégés de la République de Serbie et sur la liste des biens culturels protégés de la Ville de Belgrade.